# Orehovec (Novi Marof)
Orehovec is een plaats in de gemeente Novi Marof in de Kroatische provincie Varaždin. De plaats telt 296 inwoners (2001).